# Sielnickie Wierchy

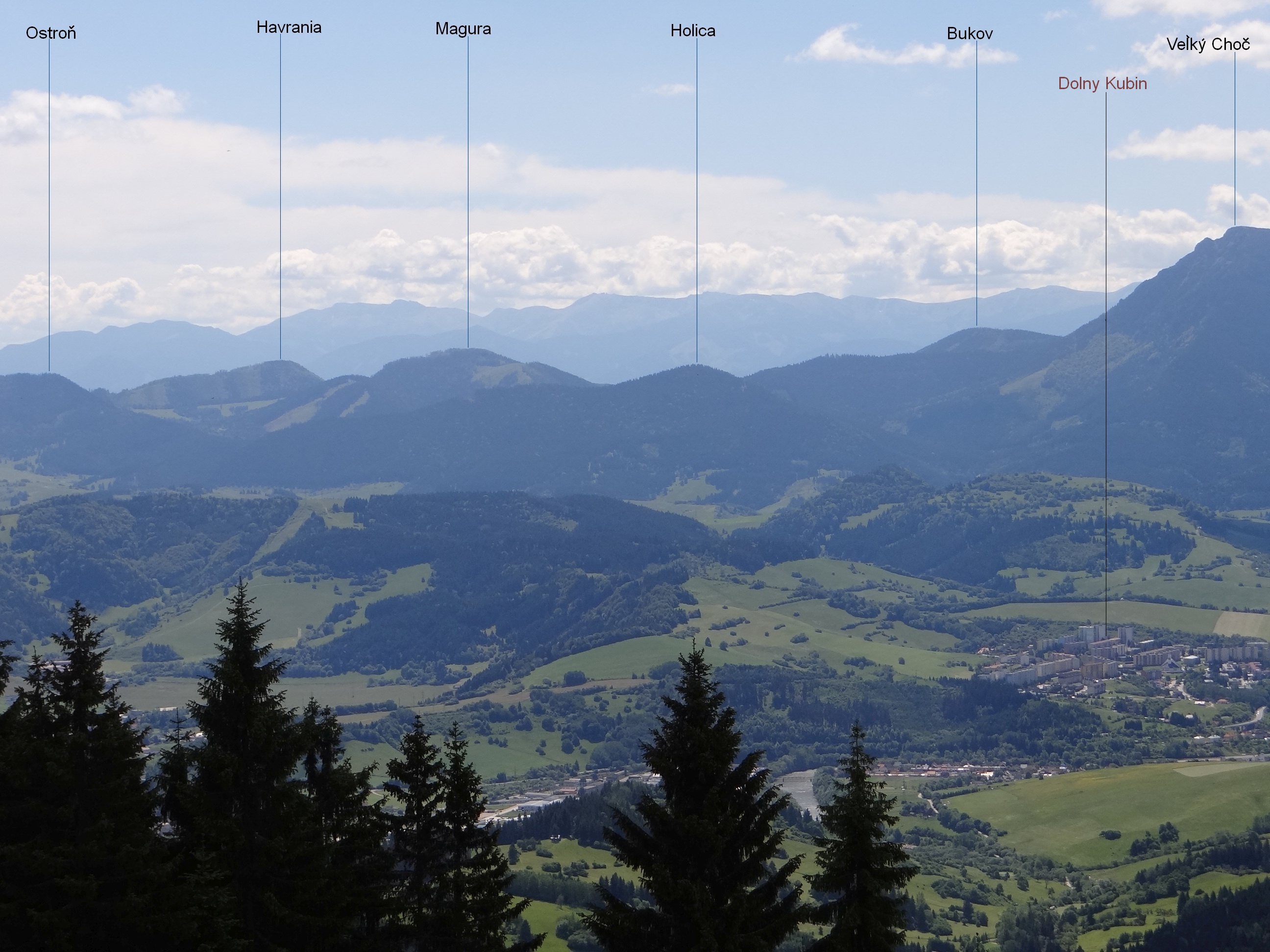
Widok znad schroniska Chata na Kubínskej holi

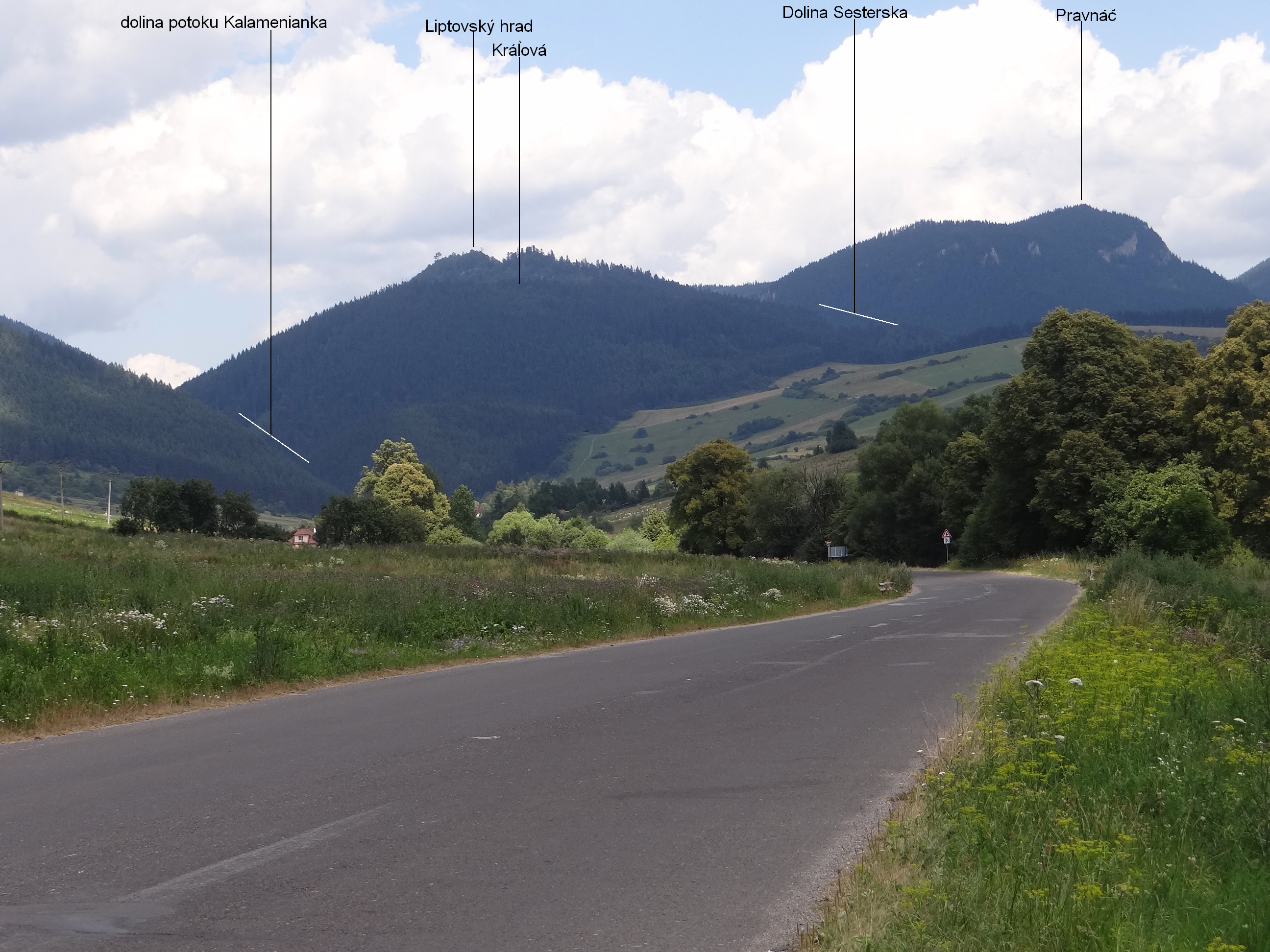
Widok od południowej strony

Sielnickie Wierchy (słow. Sielnické vrchy) – środkowa, najmniejsza powierzchniowo i najniższa część Gór Choczańskich na Słowacji. Najwyższy szczyt: Luczańska Magura (1171 m).
Sielnickie Wierchy leżą pomiędzy grupą Wielkiego Chocza na zachodzie a grupą Prosiecznego na wschodzie. Ciągną się od Doliny Luczańskiej i przełęczy Vrchvarta (820 m n.p.m., słow. Sedlo Vrchvarta) na zachodzie po Dolinę Sesterską na wschodzie. Od północy ogranicza ją wschodni kraniec Rowu Podchoczańskiego między wsiami Osádka i Malatiná, natomiast od południa – skraj Kotliny Liptowskiej.
Dolina Kalameńska, którą spływa ku południu potok Kalamenianka, rozdziela Sielnickie Wierchy na dwie nierównej wielkości części. W zachodniej, większej i nieco wyższej, najwyższymi szczytami są wspomniana Magura (1171 m) i Havrania (1130 m n.p.m.) w części centralnej, Ostroň (1105 m) w części północnej i Plieška (977 m) w części południowej, nad miejscowością Lúčky. We wschodniej, mniejszej, dominują Sielnická hora (1051 m) i przylegający do niej od południa Sestrč (też: Liptovský hradný vrch, 993 m) z pozostałościami Zamku Liptowskiego.
Prawie cała grupa górska jest zalesiona. Wielki kompleks polan, będących w przeszłości żywym ośrodkiem pasterstwa oraz łąk kośnych z ostatnimi reliktami drewnianego budownictwa gospodarczego (szopy na siano – słow. senníky) zachował się w północno-zachodniej części grupy, na wysokości 850-1000 m, między szczytami Magury, Havraniej i Ostronia.